# 200-е годы
200-е (двухсо́тые) го́ды по юлианскому календарю — промежуток времени с 1 января 200 года по 31 декабря 209 года, включающий 200 год 10-го десятилетия II века  и с 201 по 209 годы    1-го десятилетия III века 1-го тысячелетия.  Они закончились 1816 лет назад.

## Важнейшие события
- Битва при Чиби (208)[1][2].
- Конец II века — начало III века — Пикты заселили Северную Ирландию из Шотландии.
- Конец II века — начало III века — Цари Боспора Котис II и Савромат II. Победы над скифами и сарматами.
- 200-е годы — Септимий Север захватывает в результате войны с парфянами Адиабену и превращает её в провинцию Ассирию. При царе Армении Вагарше II римские войска выведены из Армении.
- Начало III века — Диалог апологета Минуция Феликса «Октавий». Изложил речь Фронтона против христиан.
- Начало III века — Арабский вождь из Хиры в Месопотамии основал королевство Оман в Аравии.
- Начало III века — Борьба в Парфии между Вологесом V, укрепившимся в Месопотамии, и Артабаном V, опиравшимся на Мидию.
- Начало III века — Фуюй просит о принятии в подданство Китая.
- Начало III века (традиционно 158-98 до н. э.) — 9-й император Японии Кайка (традиционно 208-98 до н. э.).